# Andrei Iosep
Andrei Ionut Iosep (n. 20 septembrie 1977, București, România) este un jucător român de polo pe apă.	
La Jocurile Olimpice de vară din 2012, el a concurat pentru echipa națională masculină de polo pe apă a României. Are 1,80 m înălțime.